# Nicola Spedalieri
Nicola Spedalieri, parfois appelé Nicolas Spedalieri en français (Bronte, 6 décembre 1740 - Rome, 26 novembre 1795), est un prêtre et philosophe italien.

## Biographie
Nicola Spedalieri nait le 6 décembre 1740 à Bronte, en Sicile. Il est élevé dans le séminaire de Monreale, où il apprend la théologie sous l’archevêque Francesco Testa de Palerme. Quelques opinions répandues dans une thèse qu’il soutient pour entrer dans les ordres, attirent sur lui la censure de ses supérieurs, et il doit se soumettre à la révision de la Chambre apostolique. Le P. Ricchieri, que le pape a chargé de cet examen, présente un rapport favorable à l’auteur, qui est invité à se rendre à Rome. C’est le moment où les ouvrages philosophiques font le plus de bruit en Europe. Voulant mettre d’accord la philosophie avec la religion, Spedalieri rapproche l’une de l’autre et pense prouver que les droits de l'homme, tels qu’on les proclame en France, sont établis dans l’Évangile, dont les dogmes lui paraissent suffisants pour fonder la société sur les bases de l’égalité et de la justice. Dans cet ouvrage, Spedalieri aborde les questions délicates dont la théorie du régicide, qu’il justifie par la doctrine de Thomas d'Aquin,. 
Seulement, il n’accorde le droit de détrôner un tyran qu’à la dernière extrémité. Dans le cours de ce traité, l’auteur se livre à des développements pour prouver que les idées religieuses sont l’appui le plus ferme des corps politiques ; que la religion révélée serait la seule capable de fixer la destinée et le bonheur d’un peuple, et que le moyen le plus puissant pour arrêter les progrès de la révolution est de relever le trône et l’autel. Cet ouvrage ne satisfait ni les orthodoxes ni les philosophes. Nicola Spedalieri reçoit les félicitations des universités de Padoue et de Pavie, tandis que son livre, lui  suscite des contradicteurs. Les auteurs du journal ecclésiastique de Rome, le P. Tamagna, professeur au Collège de la Sapience, l’abbé Bianchi, un anonyme et le P. Toni, clerc régulier, l’attaquent dans leurs écrits. 
Ce dernier, qui emprunte le nom de son imprimeur (Salomoni), s’attache à démontrer que le troisième livre de l’opuscule De regimine principum, imprimé parmi les œuvres de Thomas d'Aquin, et auquel Spedalieri se réfère  pour autoriser le tyrannicide, ne doit pas être attribué à ce saint docteur, comme Bellarmin et le P. Labbe l’ont cru. Spedalieri, assailli est defendu par des protecteurs qui font valoir les services qu’il a rendu à la religion par ses réfutations de Fréret et de Gibbon. Ainsi il obtient un bénéfice à la Basilique vaticane, malgré la constitution de Léon X, qui prescrivait de n’accorder cette faveur qu’à des Romains. Spedalieri meurt à Rome, le 26 novembre 1795.

## Œuvres

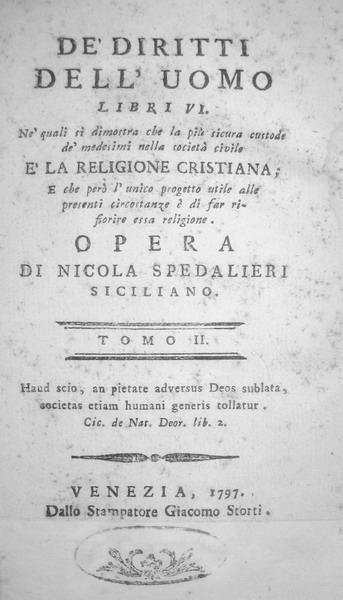
Nicola Spedalieri, De' diritti dell'uomo, Venise, 1797

- Analisi dell’Esame critico del cristianesimo di Fréret, Assise, 1791, 2 vol. in-4°, et Rome, 1778, in-4°.
- Confutazione dell’esame del cristianesimo fatto da Gibbon, nella sua Storia della decadenza, Plaisance, 1798, 2 vol. in-4°.
- De’ diritti dell’uomo, libri 6, ne’ quali si dimostra che la più sicura custode de’ medesimi nella societa civile, è la religione cristiana, Assise, 1794, in-4°, avec le portrait de l’auteur, et Gênes, 1805, 2 vol. in-8° ; traduit en allemand, Passau, 1795, 2 vol. in-8°.
- Difesa de’ diritti dell’uomo dello Spedalieri, in risposta al Bianchi, ibid., 1793, in-8°.

On pourra consulter les ouvrages suivants qui contiennent la critique des Diritti dell’uomo de Spedalieri :
- Giuseppe Tamagna, Due Lettere sull’opera de’ diritti dell’uomo, Rome, 1792, in-8°.
- Doctrina di Spedalieri sulla sovranità confutata da per se stessa : discorso d’un sacerdote romano (anonyme).
- Antonio Bianchi, Lettera dell’Adriatico sopra l’opera de’ diritti dell’uomo, Venise, 1793, in-8°.
- Salomoni (Michelangelo Toni), Ragguaglio del giudizio formato dell’opera intitolata de’ diritti dell’uomo, e delle prime quattro impugnazioni della medesima.